# Лугу (језеро у Кини)
Језеро Лугу (пинјин - Лугу Ху) налази се на северозападу висоравни Јунан, а средина језера чини границу између округа Нингланг у провинцији Јунан и округа Јањуан у провинцији Сичуан. Сматра се да је језеро настало у геолошком раседу који припада геолошком добу касног кенозоика. То је алпско језеро на надморској висини од 2 685 м и највише је језеро у провинцији Јунан. Језеро је окружено планинама и има пет острва, четири полуострва, четрнаест залива и седамнаест плажа.
На обалама језера живе многе мањинске етничке групе, као што су Мосуо, Норзу, Ји, Пуми и Тибетанци. Најбројнији од њих су људи Мосуо (пише се и "Мосо"), за које се каже да су под-клан народа Накси (према кинеским евиденцијама мањина у Кини) са древном породичном структуром која се сматра "живим фосилом за истраживање историје брачног развоја људских бића" и „последње необично царство матријархата." Сматра се домом племена Мосо. Међутим, Мосуо има одвојен идентитет од Наксија, јер се каже да су Кинези користили реч Мосуо као генерички термин за различите етничке групе, укључујући и Наксије.
Језеро Лугу народ Мосуо назива „матичним језером“. Језеро је такође добро познато у кинеским путописним брошурама као регион „Амазонки“, „Краљевство жена“ и „Дом матријархалног племена“, ово име истиче доминантну улогу жена Мосуо у њиховом друштву. Обреди венчања народа Мосуо познати су као церемонија „езу венчања“ и овај јединствени аспект њихове социјалне културе дао је титулу овој области: „егзотична земља кћери“. Такође је познато као „необично царство матријархата“. Матријахално друштво и друштво по мајчиној линији Мосуоа такође се назива "свет жена".

## Етимологија
На Мосуо језику, Лугу значи "пада у воду" а ху значи "Језеро" на кинеском, што у комбинацији даје име језера.

## Географија
Језеро Лугу је природно језеро у планинском систему Хенгдуан и има облик потковице. Ограничено је географским координатама 27° 40′ 59″ С; 100° 45′ 00″ И / 27.683° С; 100.75° И и 27° 45′ 00″ С; 100° 49′ 59″ И / 27.75° С; 100.833° И. Смештено је на високој висоравни усред брда Ћаоленгшен у западном Јунану. Лионска планина која окружује језеро, која се обожава као богиња Гамо, главно је божанство народа Мосуо који насељава то подручје. Језеро има слив величине 171,4 km². Језеро углавном потиче од падавина, а његове воде имају тиркизно плаву боју. Јужна обала језера налази се у Ји аутономној регији Нингланд. Дужина језера је 9,4 км, ширина 8 км (средња ширина је 5,2 км), површина воде је 50 km² (помиње се и 48,5 km²) и просечна дубина је 45 м. Највећа дубина језера износи 93,5 м (90 м се такође помиње у неким референцама) што га чини другим најдубљим језером у Кини, након језера Фуксианху. Језеро Лугу обрубљено је са обе стране стрмим планинама и делимично пошумљеним падинама; напаја га река Мосуо а истиче у реку Гаизу, која се спаја са реком Јалонг и коначно улива у реку Јангцекјанг. Геолошки, претпоставља се да је једно од најмлађих раседних језера на висоравни Јунан.
Река Гаизу, која излази из језера на његовом југоисточном крају, има контролисани излаз који ради само током кишне сезоне и остаје затворен од септембра до маја. Језеро Лугу је завејано три месеца годишње; у јесен и пролеће има хладну и суву климу са топлим дневним температурама.
Воде показују транспарентност до дубине од 11 м а само језеро има четири истакнута полуострва и пет острва. Пет острва су: острво Хајваву у средишту језера које насељавају разне птице, острво Ливуби, острво Лиге, острво Никси (најмање острво, стена дугуљастог облика прекривена грмљем и маховином) и Лама Острво. Три полуострва и острво повезани су са обалом каменим поплочаним стазама.
Вијугаву обалу језера заузима неколико етничких мањина које припадају племенима Мосуо, Норзу, Ји, Пуми и Тибетанци. На обали су села Луошуи и Лиге, која су популарна туристичка средишта. Изграђене су многе плаже које су постале популарне туристичке атракције. Пешачка тура дуж периферије језера је популаран начин за посматрање прелепог језера и његових предела.
До 1982. године до језера није било путева. Језеро је удаљено 200 км од града Лиђанг, седишта провинције Нингланг, дуж пута који пролази кроз неке од најживописнијих знаменитости на путу између Чонгдиена и Декуина. На пут, међутим, утиче лоше време.
Кануима се преко острва Лама може прићи селу Луошуи на јунанској страни и селу Мукуа на сичуанској страни језера. Кануи су на локалном језику познати као „зукачуан“, што значи „чамци - свињска корита“. Стаза за трекинг, која је популарна међу будистичким ходочасницима, почиње у Луошоију и тамо се такође завршава. Будизам је распрострањен око језера, јер на обалама језера постоје манастири тибетанског типа, углавном Реда Гелугпа, успостављени од народа Тибетских Бурманаца који су се населили око језера; важни манастири на обали су: Даминг Гонпа или Јирадзонг Гонпа, Шуби Гонпа, Озер Гонпа, Галонг Гонпа и манастир Ђембу, последњи именовани припада реду Сакија.
Историја места је, такође, добро позната по својој матријархалној култури, а такође и по одећи посебно жена и девојака Мосуо, која је изразито упадљива по својим блузама и сукњама које успостављају ауру ауторитета.

## Историја
Кублај Кан са својом монголском војском основао је војни штаб јужно од језера Лугу. Уследила је феудална влада када су овде били смештени официри и трупе. Кублај Кан је увео будизам и применио правила цивилне управе, заједно са верским начелима, око језера Лугу и Јонгнинга. У то време је пракса моногамног брака коју су упражњавали службеници монголске војске такође прихваћена међу етничким народом Мосуо, посебно у селима Јанкоуба и Туодиан.

## Легенда
Древна легенда везана за језеро је да је прелепи женски дух по имену Гему имао много локалних планинских духова као своје мушке пријатеље. Дух је био леп а такође је имао мушке пријатеље и међу мушким духовима из других планинских регија. Током једног од њених интимних дружења са локалним мушким духом, планински дух са далеке планине дошао је у њену кућу на коњу. Када ју је затекао у друштву локалног мушког духа, осетио се пониженим и брзо окренуо коња и кренуо назад. Гему је чула рзање коња и схватила да јој је на коњу дошао далеки планински дух у посету. Изашла је из куће и почела да трчи за духом посетиоцем. Могла је да види само велики отисак копита у подножју планине где је мушки дух нестао. Како је падао мрак, Гему није могла даље и она је почела избезумљено да плаче, што је резултирало да се отисак копита напуни сузама и претвори у језеро. Када је мушки дух чуо како плаче и видео да се отисак копита претворио у језеро са њеним сузама, с љубављу је бацио неколико бисера и цвећа у језеро. Бисери су сада идентификовани као острва у језеру, а за цвеће које је испливало на обалу језера каже се да је мирисна азалеја и друго цвеће које цвета сваке године.
Друга легенда која прича о стварању језера је да је Гему имала много љубавника. Један од тих љубавника био је бог по имену Вару Шила. Током првог сусрета и романсе усред баште цвећа, били су несвесни свог окружења и нису ни слутили да је свануло. Да би избегао откриће њихове везе, Вару Шила је побегао са лица места на коњу према брду, док га је Гему умиљато гледала са обале језера Лугу. Покушавајући да се осврне на своју вереницу, Вару Шила је чврсто држао узде коња. Као резултат, коњ се спотакао и пао. То је изазвало дубоку депресију у земљи. Пошто је свануло, Вару се није могао вратити на своје небо и претворио се у планину, источно од језера. Запрепашћено гледајући овакав развој догађаја, Гему је интензивно плакала, што је довело до тога да се депресија напуни њеним сузама и на крају се претвори у језеро Лугу. Затим је бацила седам својих бисера у језеро, који су постали седам острва. Такође се претворила у планину како би држала стражу на језеру и гледала свог љубавника - планину на истоку.

## Флора и фауна
Језеро Лугу, смештено у субалпском појасу јужног дела планина Хенгдуан, је екорегион прекривен боровима. Осим што се ту налазе ендемске врсте риба, језеро Лугу посећују и водене птице које ту презимљују зиму. Околина језера у провинцији Нингланг има прилично богат шумски покривач. Врсте биљака и дрвећа које су идентификоване у шуми су: борови Јунан, кинески борови, лак дрво (Toxicodendron vernicifluum), камфор дрво (Cinnamomum camphora), капок дрво и змајева смрча.
Фауна пронађена на овом подручју укључује лисицу, мошусног јелена, лешинаре, јастребове и леопарда.
Птице
Птице у овој области су птице селице као што су горске гуске. Ждралови са црним вратом (Grus nigricollis) налазе се у подручју језера Лугу које је рањива категорија према ИУЦН).
Водена фауна
У језеру су забележене четири ендемске врсте риба - три врсте Schizothorax и једна Misgurnus anguillicaudatus. Ендемске врсте риба из рода Schizothorax укључују врсте познате као Schizothorax labrosus. Ове се такође називају и снежне пастрмке јер имају облик пастрмке са ситним љускама.
Врсте риба и развој рибарства у језеру Лугу истражени су током 2001, 2002, и 2004. године. Студије су известиле да у језеру Лугу сада постоји 12 врста риба, које се сврставају у 10 родова, 4 породице и 3 реда. Промене у пролиферацији риба у језеру узроковане су таложењем муља у језеру услед јаког крчења шума у околини језера. Поред четири ендемске врсте, идентификовано је осам егзотичних врста које доминирају рибљом популацијом у језеру на штету ендемских врста. Ове врсте, убачене у језеро 1958. године у оквиру комерцијалних риболовних активности, доминирају риболовним ресурсима језера, а три домаће врсте проглашене су угроженим. Као резултат комерцијалних риболовних активности, рибљи ресурси ухваћени у почетку износили су до 500 тона. Међутим, прекомерни риболов у последњих неколико деценија резултирао је драстичним падом приноса и 1980. године је забележено да износи само 30 тона. Главни разлози који се приписују овом паду су велика крчења шума која се догодила једном 1970. године, а затим између 1980. и 1990. године, што је изазвало јаку силтацију језера; силтација је достигла 100 м узрокујући уништавање многих мрестилишта три врсте риба Schizothorax. Други разлог наведен за смањење ендемских залиха рибе је уношење егзотичних врста, што је довело до пада аутохтоних врста Schizothoracid.

## Мосуо народ
Древна историја народа Мосуо идентификује се са језером Лугу и њихове интересе сада штити „Мосуо удружење за културни развој језера Лугу“. Оглашавају се као главна туристичка атракција језера Лугу због својих матријархалних традиција и „шетајућих бракова“, где брак није свети, јер жене остварују право да бирају и мењају мужеве по својој вољи. Према бази података из 1990. године, било је 90.000 Мосуоа, углавном концентрисаних око језера Лугу. Њихова етничка припадност је дефинисана као Масуо људи који припадају племену Пуми, слично монголској етничкој припадности и огранку Наксија. ‍:129 Азу брак је начин живота народа Мосуо, а Азу на локалном језику Мосуо (који нема сопствено писмо) значи „интимно слатко срце“. То је згодан аранжман у којем партнери долазе и одлазе како желе. Споменуте су три врсте Азу бракова, наиме, „путујући брак“, односно брак без заједничког становања; а друга врста је брак са заједничким животом који се развио у дубока осећања након живота у пракси „путујућег брака“; они тада живе заједно и подижу породицу. Трећи тип брака, који је повезан са историјом монголског народа који је окупирао језеро Лугу и који је усадио праксу моногамног брака међу људима Мосуо, назива се „брак један на један“. Међутим, у све три врсте бракова жене имају право власништва над земљом, кућама и пуна права над децом која су им се родила. Деца носе мајчино презиме и одају највеће поштовање мајкама које заузврат уживају висок социјални статус. Из ових разлога су људи Мосуо са језера Лугу атракција. Мушки сапутници су познати као "аксије" и раде за жене. Језеро Лугу и култура Мосуо, иако идентификовани као синкратски, раширени су по брдима која окружују језеро. Срце културе Мосуо концентрисано је у Јонгнингу, познатом као културна престоница Мосуо народа и овде се налази њихов највећи верски тибетански манастир. Јанг Ерче Наму, Кинескиња рођена у малом селу у близини језера Лугу, познати је писац и певач, мосуо националности. Написала је неколико књига, укључујући и књигу под насловом Leaving Mother Lake, њену прву књигу на енглеском језику. Чак је и запросила тада разведеног француског председника Николу Саркозија током његове посете Кини; у снимљеном видео уводу постављеном на интернет, похвалила је боју његове коже и изјавила да ће бити "савршена супруга за њега".

## Племенска веровања о језеру
Мањинска племенска заједница, која живи на обали језера Лугу, има многа веровања и табуе повезане са језером. Они поштују језеро као свето и имају табуе на убијање животиња и обарање дрвећа; и посебно, сматрају животиње и дрвеће невиним.
Као побожни будисти, народ Мосуо врши побожно годишње обилажење обале језера у смеру казаљке на сату. Молитвена шетња око језера укључује 56 км пешачења прекривајући бројне храмове и ступе око обале језера. Религиозни пут пролази кроз село Лусошуи, фарме, воћњаке, храмове на острвима, шљунчане плаже, прелази рачвање које води према Јонгнингу, некада главном граду људи Мосуо. Затим пролази кроз кућу култне Јанг Ерче Наму познатој као „Најсексепилнија жена у Кини“, и наставља се кроз гајеве еукалиптуса и мочваре, коначно завршавајући пут на језеру. ‍:131–41

## Галерија
- Жена Ји у близини језера Лугу
- Обална линија језера Лугу
- Језеро Лугу ноћу
- Језеро Лугу
- Језеро Лугу на граници провинција Јунан и Сичуан, Кина